# コーリング・アメリカ
「コーリング・アメリカ」 (Calling America) は、エレクトリック・ライト・オーケストラが1986年に発表した楽曲。アルバム「バランス・オブ・パワー」に収録されている。

## 概要
シングルカットされ、英米共にヒットを飛ばした。これが彼らにとって現時点で最後のトップ20ヒットとなっている。
アレンジは明るいが、歌詞の方は暗く、衛星通信の不便さによる男女のすれ違いが歌われる。ただ、単純なラヴソングというわけではなく、普及したばかりの衛星電話への感嘆が歌詞に込められている。
| 「 | 僕はただ人工衛星に話しかける。毎晩、20000マイルもの空の上へ。 | 」 |

| 「 | することは受話器を持ち上げるだけ。宇宙に飛び出し、誰かと話そうとしている。 | 」 |

| 「 | そうさ、僕らはモダン・ワールドに住んでいるんだ。 | 」 |

ミュージックビデオは、パリのポンピドゥー・センターの前で撮影された。

## その他
- 序盤の歌詞の一部に厚くエフェクトがかけられている。この部分の歌詞は「Static（空電/ノイズ）」であり、雑音の多い衛星通信を表現している。
- 日本のみ12インチシングルで「Disco Mix」が発売された。ディスコと銘打っているが、実際は元ある音源を編集して繰り返しているだけである。